# توماس مان (بازیگر)
توماس مان (به انگلیسی: Thomas Mann) (زاده ۲۷ سپتامبر ۱۹۹۱) بازیگر آمریکایی است.
از فیلم‌های معروف او می‌توان به بازی در فیلم‌های پروژه ایکس، غیر مرگبار، کونگ: جزیره جمجمه، خاطره، مأموران بزرگراه و سرزمین عادات ثابت اشاره کرد.